# Władysław Wojtkiewicz
Władysław Wojtkiewicz (ur. 26 listopada 1883 w Wilnie, zm. wiosną 1940 w Charkowie) – pułkownik piechoty Wojska Polskiego, ofiara zbrodni katyńskiej.

## Życiorys
Syn Michała. W latach 1904–1914 pełnił zawodową służbę wojskową w Armii Imperium Rosyjskiego. W 1909, w stopniu porucznika, służył w 105 Orenburskim pułku piechoty 27 DP w Wilnie. Na początku I wojny światowej w 1914 dostał się do niewoli niemieckiej i przebywał w niej do końca wojny.
W 1919 został przyjęty do Wojska Polskiego i przydzielony do Wileńskiego pułku strzelców (od 1922 nosił nazwę: 85 pułk strzelców wileńskich). W szeregach tego oddziału, jako dowódca II batalionu, walczył na wojnie z bolszewikami. 15 lipca 1920 został zatwierdzony w stopniu majora w piechocie z dniem 1 kwietnia 1920, w grupie „byłych Korpusów Wschodnich i byłej armii rosyjskiej”. Następnie pełnił służbę w baonie wartowniczym nr 9, 79 pułku piechoty w Słonimiu oraz jako komendant Szkoły Podchorążych Okręgu Korpusu Nr IX.
3 maja 1922 został zweryfikowany w stopniu podpułkownika ze starszeństwem z dniem 1 czerwca 1919 i 122. lokatą w korpusie oficerów piechoty. W lipcu 1922 został przeniesiony z 84 pułku piechoty w Pińsku na stanowisko zastępcy dowódcy 81 pułk piechoty w Grodnie. 13 czerwca 1923 został dowódcą 81 pp. 3 maja 1926 został awansowany na pułkownika ze starszeństwem z dniem 1 lipca 1925 i 8. lokatą w korpusie oficerów piechoty. W marcu 1929 zdał dowództwo jednostki ppłk. dypl. Stanisławowi Maczkowi i objął obowiązki członka Oficerskiego Trybunału Orzekającego. Z dniem 30 listopada 1933 został przeniesiony w stan spoczynku.

W czasie kampanii wrześniowej 1939 – po agresji ZSRR na Polskę – w nieznanych okolicznościach dostał się do niewoli sowieckiej. Przebywał w obozie w Starobielsku. Wiosną 1940 został zamordowany przez funkcjonariuszy NKWD w Charkowie i pogrzebany potajemnie w bezimiennej mogile zbiorowej w Piatichatkach, gdzie od 17 czerwca 2000 mieści się oficjalnie Cmentarz Ofiar Totalitaryzmu w Charkowie. Figuruje na Liście Starobielskiej NKWD, pod poz. 552.
Postanowieniem nr 112-48-07 Prezydenta RP Lecha Kaczyńskiego z 5 października 2007 został awansowany pośmiertnie na stopień generała brygady. Awans został ogłoszony 9 listopada 2007 w Warszawie, w trakcie uroczystości „Katyń Pamiętamy – Uczcijmy Pamięć Bohaterów”.

## Ordery i odznaczenia
- Krzyż Walecznych (dwukrotnie[15]: po raz pierwszy w 1921[16])
- Złoty Krzyż Zasługi (10 listopada 1928)[17]
- Medal Pamiątkowy za Wojnę 1918–1921
- Medal Dziesięciolecia Odzyskanej Niepodległości
- Odznaka 81 Pułku Strzelców Grodzieńskich